# Astragalus penduliflorus
Astragalus penduliflorus — вид квіткових рослин родини бобових (Fabaceae). Ареал: Європа (Австрія, Чехія, Словаччина, Франція, Німеччина, Італія, Польща, Румунія, пн.-сх. Іспанія, Швеція, Швейцарія, колишня Югославія).

## Екологія
Зазвичай росте на підвітряних, сонячних місцях, на розсипаних рокаріях, крутих гірських схилах і в лавинних ярах. Потребує кам'янистих, лужних, вапняних ґрунтів.

## Морфологічна характеристика

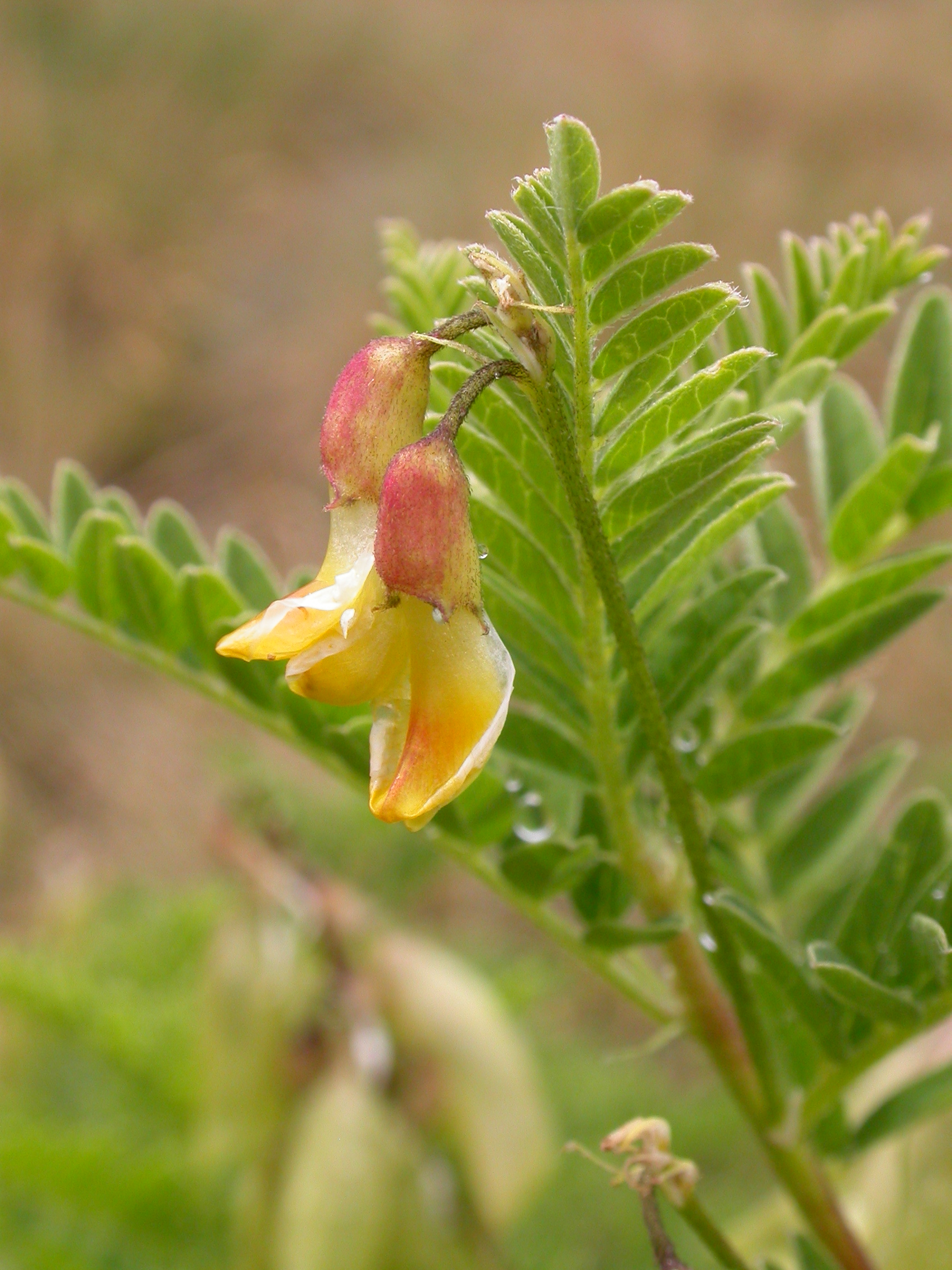

Це трав'яниста багаторічна рослина 20–80 см заввишки, запушена. Корінь довгий. Стебла прямі або висхідні, здерев'янілі біля основи та рясно розгалужені. Прилистки ланцетні, 7–11 мм завдовжки. Листки 4–15-лопатеві, 3–10 см завдовжки, яскраво-зелені з обох сторін, зверху голі, знизу запушені. Суцвіття — щільна китиця з 5—20 пониклими квітками. Чашечка вкрита дуже короткими чорними волосками, широко-дзвонова, 5–7 мм завдовжки, зубці широкотрикутні, коротші за трубку чашечки. Віночок яскраво-жовтий, 10–12 мм завдовжки. Плід — роздутий грубо волохатий і лисіючий стручок, з черевної сторони напівкруглий, зі спинної — прямий, 2–3 см завдовжки. Насіння темно-коричневе, гладке. Період цвітіння з липня по серпень. 2n=16.